# Schizonycha fulvonitens
Schizonycha fulvonitens är en skalbaggsart som beskrevs av Leon Fairmaire 1887. Schizonycha fulvonitens ingår i släktet Schizonycha och familjen Melolonthidae. Inga underarter finns listade i Catalogue of Life.